# Браун, Нил Смит
Нил Смит Браун (англ. Neill Smith Brown; 18 апреля 1810 года  –  30 января 1886 года) — американский политический и государственный деятель, дипломат. С 1847 по 1849 год занимал пост губернатора штата Теннесси. В 1850—1853 годах — посланник Соединенных Штатов в России. Браун также проработал несколько сроков в Палате представителей штата Теннесси и был спикером палаты в 1855—1857 годах. Будучи вигом, Браун проводил кампанию за то, чтобы штат Теннесси остался в Союзе в годы, предшествовавшие Гражданской войне. Однако, когда война началась, он встал на сторону Конфедерации.

## Ранний период жизни
Браун родился в округе Джайлс, штат Теннесси, в семье Данкана и Маргарет Смит Браун. Его предками были шотландцы и ирландцы. Его дед Ангус Браун был участником Американской революции. Отец Брауна также был вигом.
Браун поступил в Академию ручного труда (англ. Manual Labor Academy) в Спринг-Хилле, штат Теннесси, и преподавал в школе в округе Джайлс, чтобы платить за свое обучение. После изучения права под руководством судьи Джеймса Тримбла он был принят в коллегию адвокатов в 1834 году и некоторое время практиковал в Пьюласки, штат Теннесси.
В 1835 году Браун переехал в Техас, когда там шла борьба за независимость, но быстро разочаровался в отсутствии там порядка и через несколько месяцев вернулся в Теннесси. В 1836 году он участвовал в составе 1-го добровольческого конного полка Теннесси (англ. First Tennessee Mounted Volunteers) во Второй Семинольской войне, и дослужился до звания главного сержанта.

## Политическая деятельность в Теннесси
Браун был одним из основателей партии вигов в Теннесси. Он был выборщиком Хью Лоусона Уайта в 1836 году и проводил кампанию за Уильяма Генри Гаррисона и Генри Клея на президентских выборах 1840 и 1844 года соответственно. Он был избран в Палату представителей штата Теннесси в 1837 году, став самым молодым членом законодательного органа в период 1837—1839 гг. В 1843 году Браун выступил на выборах в Конгресс против демократа и однофамильца Аарона Брауна, но потерпел поражение.
В 1847 году Браун стал кандидатом вигов на должность губернатора. Его противником вновь стал Аарон Браун, который был избран губернатором в 1845 году. Аарон Браун, связанный с президентом Джеймсом К. Полком, был горячим сторонником войны с Мексикой, в то время как Нил Браун выступал с антивоенной позицией. Первоначально эта война была поддержана, но к 1847 году население устало от нее, и Нил Браун смог победить на выборах с небольшим отрывом. Одновременно виги получили контроль над законодательным собранием штата.
Во время однократного пребывания на посту губернатора Брауна было завершено строительство финансируемых штатом школы для слепых в Нэшвилле и школы для глухих в Ноксвилле, которые были открыты во время правления следующего губернатора-вига, Джеймса С. Джонса. Браун также подписал закон, призывающий к созданию бесплатных школ по всему штату, но исполнение было оставлено на усмотрение местных органов власти, и идея провалилась.
Окончание американо-мексиканской войны подтолкнуло обсуждение вопроса распространения рабства на вновь приобретенную территорию. В 1846 году Браун выступил против поправки Уилмота (англ. Wilmot Proviso), которой предлагалось запретить рабство на всей новой территории, но раскол в партии вигов по этому вопросу подорвал имидж партии в рабовладельческом штате Теннесси. Хотя Браун вел успешную предвыборную кампанию в 1849 году, на выборах губернатора победил генерал Уильям Трусдейл.

## Посланник в России
2 мая 1850 года президент Закари Тейлор по предложению сенатора от вигов из Теннесси Джона Белла назначил Брауна посланником США в России. Браун прибыл в Санкт-Петербург в конце июля 1850 года и представил верительные грамоты императору Николаю I 13 августа 1850 года. Его назначение совпало по времени с прекращением существования русской колонии Форт-Росс. Не привыкший к суровой русской зиме Браун заболел спустя несколько месяцев после приезда и в январе 1851 года ненадолго подал в отставку, заявив, что российский климат «непригоден для обитания человека» (англ. «unfitting for the abodes of Man»). Однако, выздоровев в марте 1851 года, он отказался от отставки.
Браун работал в России в неспокойное для российско-американских отношений время. Император был обеспокоен недавними революциями 1848—1849 годов, которые представляли собой антимонархические восстания, и знал, что многие американцы сочувствовали этим событиям. США также были недовольны вмешательством России в венгерскую революцию 1848 года и смещением демократического лидера Лайоша Кошута, а некоторые американцы призывали к вмешательству в события. Хотя Браун лично не одобрял действия Николая, он, тем не менее, предупреждал американских лидеров о том, что Кошут является источником смуты, утверждая, что американское вмешательство будет иметь катастрофические последствия.
Браун имел несколько пессимистический взгляд на российское общество. Он заявил, что россиянам не хватает духа изобретательности, и они постоянно копируют инновации других стран как в промышленности, так и в искусстве. «Все, что у них есть, заимствовано, кроме ужасного климата», — писал Браун. При том, что он хвалил трудовую этику Николая, он считал, что император зря вмешивается во все дела. Браун огорчали бюрократические проволочки, цензура корреспонденции и средств массовой информации была ужасающей. Он также был озадачен ростом славянофильства, которое, по его мнению, предлагало России неконкурентоспособное будущее.
Несмотря на опасения, Браун сравнивал правление Николая с хорошо работающими часами и призывал Соединенные Штаты работать на огромном российском рынке. Он помог убедить Императора отказаться от повышения пошлин на импорт хлопка и добился одобрения Россией Договора Клейтона-Булвера между США и Великобританией. Полномочия Брауна окончились 23 июня 1853 года. В последние недели пребывания на посту Браун выражал обеспокоенность подготовкой к Крымской войне и потенциальным негативным воздействием такого конфликта на коммерческие интересы США, выступил за взаимодействие с Россией по вопросу о правах нейтрального мореплавания.

## Гражданская война
По возвращении в США Браун продолжил политическую деятельность как лидер вигов Теннесси. После распада общенациональной партии он примкнул к «партии незнаек» и в 1855 году был вновь избран в палату представителей штата, на этот раз от округа Дейвидсон. Вскоре после этого он был выбран спикером.
В середине 1850-х годов Браун проводил кампанию по всему штату от имени кандидата в президенты Милларда Филлмора, но ему существенно мешал значительный рост популярности будущего губернатора Айшема Харриса, который поддерживал на президентских выборах кандидатуру Джеймса Бьюкенена. В 1860 году Браун участвовал в съезде Партии Конституционного Союза и поддержал выдвижение Джона Белла кандидатом в президенты от этой партии.
18 апреля 1861 года, после нападения на Форт Самтер в Южной Каролине, Браун и некоторые другие лидеры вигов опубликовали письмо, подтверждающее их поддержку единства Союза. Выступив против права на сецессию, они, тем не менее, заявили, что Теннесси и другие южные штаты имеют право на оборону в случае вторжения федеральных войск.
В мае 1861 года адвокат-виг из Ноксвилла Оливер Перри Темпл встретился с Брауном и другими лидерами вигов в Нэшвилле. Темпл позже вспоминал, что Браун казался «парализованным» из-за стремительного роста сепаратистских настроений в городе, но тем не менее горячо высказался против сецессии. Однако вскоре после этой встречи Браун отказался от поддержки Союза и принял участие в демонстрации в Нэшвилле в поддержку Конфедеративных Штатов Америки. Когда в 1862 году солдаты Союза оккупировали Нэшвилл, Браун попал в тюрьму по указанию военного губернатора Эндрю Джонсона, а его дом сожгли.

## Послевоенные годы
После войны губернатор-радикал Уильям Браунлоу приказал арестовать Айшема Харриса и предложил награду в размере 5000 долларов за его поимку. Находясь в изгнании в Англии, желавший вернуться на родину Харрис в 1867 году связался с Брауном и попросил его о помощи. Браун встретился с Браунлоу, с которым был знаком много лет, и попросил о помиловании Харриса. Браунлоу немедленно удовлетворил запрос, предоставил Харрису иммунитет и отозвал ордер на арест.
Хотя после войны Браун не добивался выборных постов, он сохранял существенное влияние в Теннесси. Политик произнес вдохновляющую речь на съезде демократов штата в июне 1868 года. Браун также присутствовал на конституционном собрании 1870 года, которое приняло действующую Конституцию штата Теннесси. Браун организовал предвыборную кампанию своего младшего брата Джона С. Брауна, который был губернатором Теннесси с 1871 по 1875 год.
Браун скончался 30 января 1886 года и похоронен на кладбище Маунт-Оливет в Нэшвилле (штат Теннесси).